# Ряховский, Владимир Тихонович
Владимир Тихонович Ряховский (17 июля 1947, Москва) — советский футболист, защитник, полузащитник. Тренер. Мастер спорта СССР (1975).
С 13 лет начал заниматься в спортивном клубе «Фили». В сезонах 1966/67 и 1967/68 играл в чемпионате СССР по хоккею с мячом за «Фили». В 1968—1973 годах играл в саратовском «Соколе». Сначала был фланговым полузащитником, затем — левым защитником. В 1973 году перешёл в московский «Локомотив», с которым в следующем сезоне завоевал право играть в высшей лиге, где также играл в защите и полузащите. По ходу сезона-79 перешёл в клуб первой лиги «Факел» Воронеж. Через год в команде второй лиги «Красная Пресня» стал играющим тренером; завершил карьеру игрока в 1981 году
Работал тренером в «Красной Пресне» (1980—1983), «Знамени Труда» Орехово-Зуево (1983—1984), МГУ (1985—1995), СДЮШОР «Буревестник» (1995—1998). В 1998—2000 годах был тренером и и. о. главного тренера в мини-футбольном клубе «Норильский никель» Норильск. В 2003—2005 — тренер в СДЮШОР «Трудовые резервы». С 2005 года работал тренером в мини-футбольном «Динамо» Москва.
По состоянию на 2021 год — тренер в ФК «Спарта — Свиблово».